# Alexander Jurjewitsch Jerochin
Alexander Jurjewitsch Jerochin (russisch Александр Юрьевич Ерохин; FIFA-Schreibweise nach englischer Transkription Aleksandr Yuryevich Yerokhin; * 13. Oktober 1989 in Barnaul, Region Altai, Russische SFSR, Sowjetunion) ist ein russischer Fußballspieler.

## Karriere
Jerochin spielte in der Jugend  von Dynamo Barnaul und Lokomotive Moskau. 2007 wurde der Mittelfeldspieler vom moldawischen Verein Sheriff Tiraspol unter Vertrag genommen. Hier gewann er jeweils dreimal die Meisterschaft und den Pokal. 2011 wechselte er zurück in seine russische Heimat zum FK Krasnodar in die Premjer-Liga. Nach einer Saison in der zweitklassigen 1. Division bei SKA-Energija Chabarowsk wurde Jerochin vom Erstligisten Ural Jekaterinburg verpflichtet. 2016 wechselte er zum FK Rostow und nur ein Jahr später weiter zu Zenit St. Petersburg. Dort integrierte er sich gut und war Stammspieler im offensiven Mittelfeld.

## Nationalmannschaft
Jerochin gab sein Debüt für die russische Nationalmannschaft am 31. August 2016 im Freundschaftsspiel gegen Türkei, das 0:0 endete. Bei der Fußball-Weltmeisterschaft 2018 kam er in zwei Spielen zum Einsatz. Er war bei der Fußball-Weltmeisterschaft 2018 im eigenen Land dabei, kam aber nur in der K.o.-Phase zum Einsatz.

## Erfolge
Sheriff Tiraspol
- Moldawischer Meister: 2008, 2009, 2010
- Moldawischer Pokalsieger: 2008, 2009, 2010

Zenit St. Petersburg
- Russischer  Meister: 2018/19, 2019/20
- Russischer Fußballpokal: 2019/20